# 比斯特罗夫
比斯特罗夫（法語：Bistroff，法語發音：[bistʁɔf]；洛林法兰克语：Bischtroff）是法国摩泽尔省的一个市镇，属于福尔巴克-布莱摩泽尔区。

## 地理
比斯特罗夫（48°59'31"N, 6°42'51"E）面积19.28 平方千米，位于法国大東部大區摩泽尔省，该省份为法国东北部内陆省份，是洛林的一部分，西南接默尔特-摩泽尔省，东临下莱茵省，北与卢森堡和德国接壤。
与比斯特罗夫接壤的市镇（或旧市镇、城区）包括：贝里格-万特朗日、格罗唐坎、盖斯兰埃默兰、阿尔普里什、莱兰、利克桑-莱圣阿沃尔德、维莱。

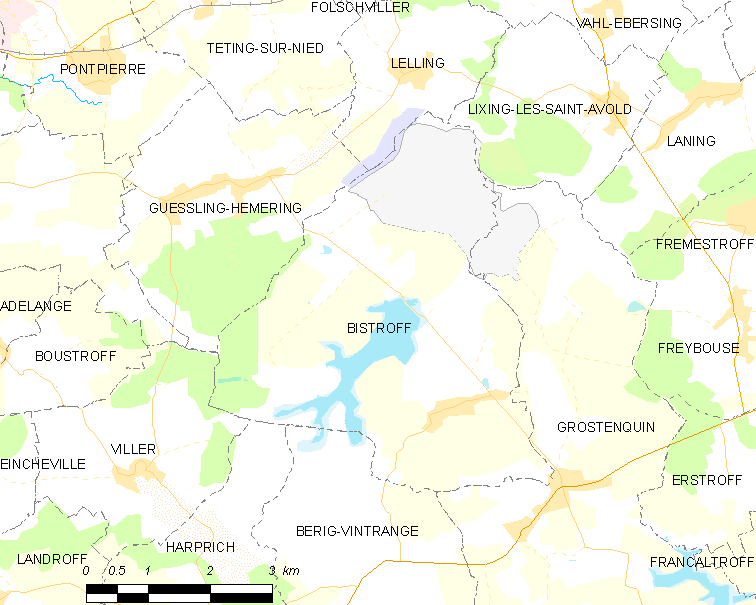
比斯特罗夫的OSM定位图

比斯特罗夫的时区为UTC+01:00、UTC+02:00（夏令时）。

## 行政
比斯特罗夫的邮政编码为57660，INSEE市镇编码为57088。

## 政治
比斯特罗夫所属的省级选区为萨拉尔布县。

## 人口

1962-2008年间比斯特罗夫人口变化图示

比斯特罗夫于2022年1月1日时的人口数量为312人。